# Las Cruces
Las Cruces je město v okresu Doña Ana County ve státě Nové Mexiko ve Spojených státech amerických.
K roku 2020 zde žilo 111 385 obyvatel. S celkovou rozlohou 200km² byla hustota zalidnění 559 obyvatel na km². Po Albuquerque jde o druhé největší město v Novém Mexiku.

## Osobnosti
- Pat Garrett (1850–1908), americký šerif, kovboj a lovec bizonů[3]
- Clyde Tombaugh (1906–1997), americký astronom[4]
- Frank Borman (1928–2023), americký vojenský pilot a astronaut[5]

## Partnerská města
Las Cruces má následující partnerská města:
- Lerdo, Mexiko (1982)
- Nienburg, Německo (1993)